# Mar'ino (Mosca)
Il quartiere Mar'ino (in russo Район Марьино?) è un quartiere di Mosca sito nel Distretto Sud-orientale. Istituito il 5 maggio 1995, è servito dall'omonima fermata della metropolitana di Mosca.
Prende il nome dall'omonimo villaggio, a sua volta probabilmente battezzato in onore della principessa Marija Jaroslavna, madre di Ivan III di Russia, che ne organizzò l'insediamento, sito a nord-ovest del quartiere attuale. Il toponimo fa la sua comparsa in un censimento del 1644; a metà del XIX secolo vi si contano 31 abitanti.
Il territorio viene incluso nella città di Mosca nel 1960. Dal 1977 vengono eretti nuovi edifici residenziali sull'area del vecchio insediamento.